# Bryan Bailey
Bryan Jovan Bailey (Hempstead, 13 maggio 1980) è un ex cestista e allenatore di pallacanestro statunitense naturalizzato giamaicano, professionista in Europa.